# Anselme Mathieu
Anselme Mathieu (prowans. Ansèume Matieu; ur. 21 kwietnia 1828 w Châteauneuf-du-Pape, zm. 8 lutego 1895 tamże) – francuski poeta tworzący w dialekcie prowansalskim.

## Życiorys
W szkole średniej w Awinionie był uczniem Josepha Roumanille'a i kolegą Frédérica Mistrala.
21 maja 1854 został współzałożycielem Związku Felibrów, organizacji mającej na celu wskrzeszenie kultury prowansalskiej. Opublikował tom poezji La Farandoulo (Farandola) poprzedzony wstępem Mistrala. Choć kilka jego wierszy ukazało się także w piśmie „Armana Prouvençau”, twórczość była dla niego zawsze sprawą poboczną. Zrujnowany przez filokserę, która spustoszyła jego winnice, zmarł w biedzie.